# Buceros hydrocorax

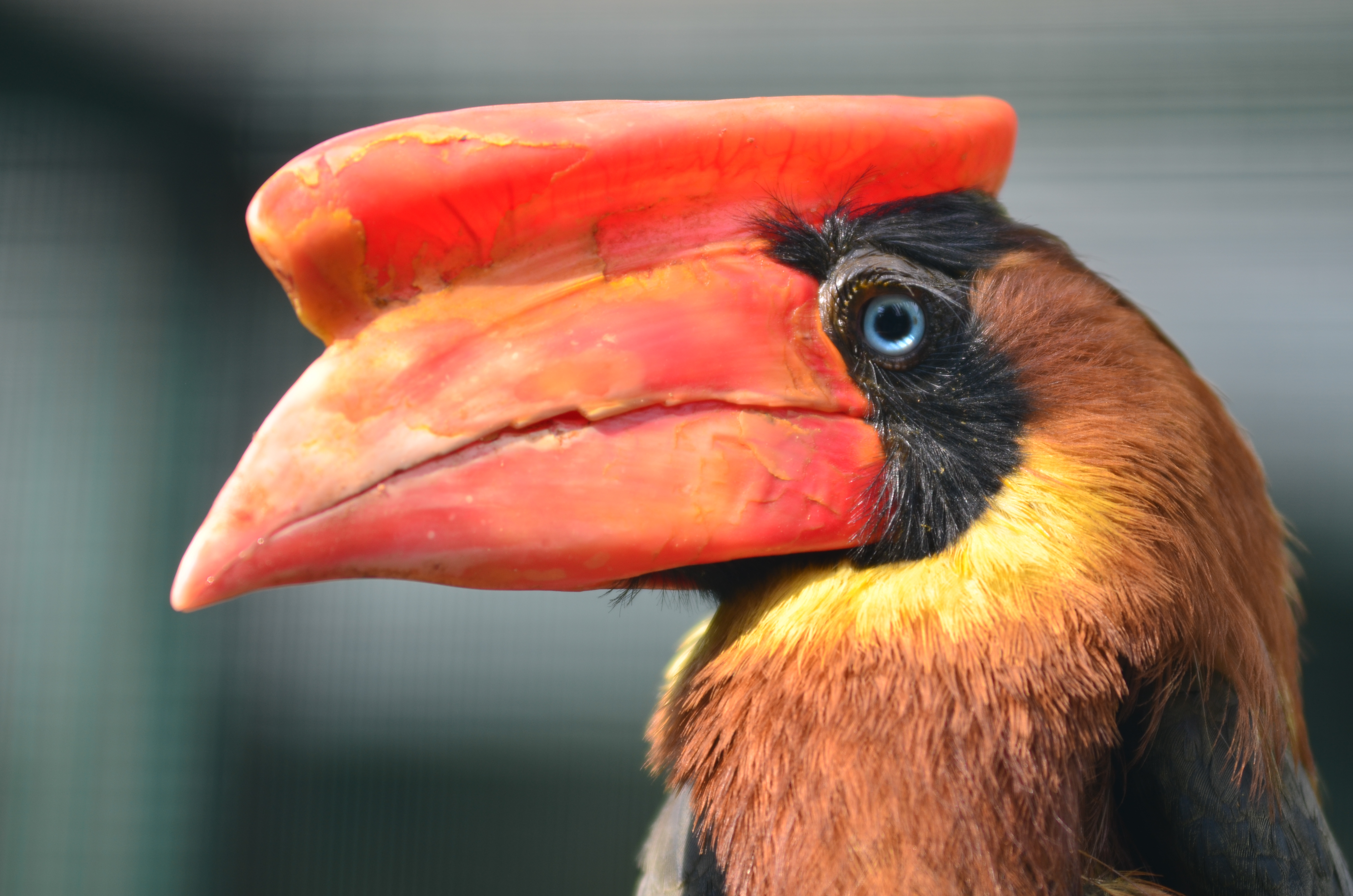
Bucero rossiccio al parco ornitologico di Walsrode.

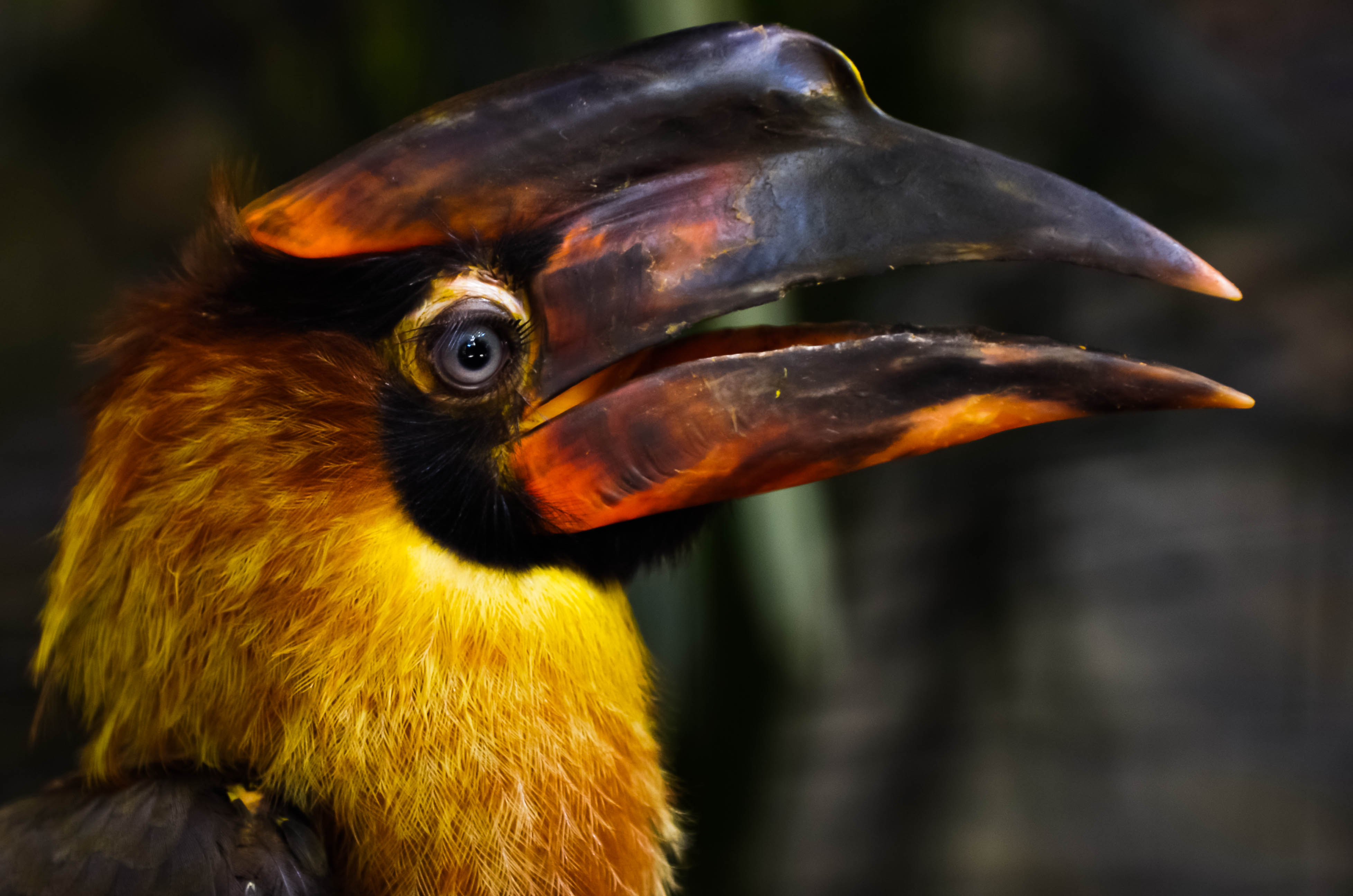
Un esemplare sub-adulto.

Il bucero rossiccio (Buceros hydrocorax Linnaeus, 1766) è un uccello della famiglia dei Bucerotidi originario delle Filippine.

## Descrizione

### Dimensioni
Misura 60-65 cm di lunghezza, per un peso di 1185-1824 g nel maschio e di 1017-1662 g nella femmina.

### Aspetto
Le caratteristiche fisiche di questa specie variano leggermente a seconda della razza. Ognuna delle tre sottospecie si distingue per la forma particolare e il colore del casco. La razza semigaleatus si distingue in particolare per il casco poco voluminoso e quella mindanensis per il colore bianco del becco e l'estremità rugosa alla base della mandibola inferiore. Tuttavia, qualunque sia la sottospecie, il maschio e la femmina sono molto simili e difficili da distinguere. Comunque, le tacche alla base della mandibola superiore sono nere nel maschio e rosse nella femmina. Inoltre, il primo è generalmente un po' più grande.
Negli adulti della razza mindanensis il casco e la metà prossimale del becco sono di colore rosso scuro. Le ondulazioni situate sulla mandibola sono ancora più scure. Il resto del becco è bianco-giallastro. Una banda nera circonda l'occhio, scende lungo le guance e copre il mento. La parte superiore della gola è color fulvo, il petto è nero. Il resto della testa e del corpo, ad eccezione delle copritrici caudali, presenta una colorazione rossiccia scura. Le scapolari e le copritrici alari sono marroni; le copritrici sopra-caudali sono ferruginose e la parte inferiore della coda è color ruggine. Le primarie sono nere, le secondarie bordate di ruggine lungo i margini esterni. Le timoniere sono color camoscio. Il colore dell'iride sembra variare dal giallo brillante al verde chiaro a seconda della distribuzione geografica. La pelle orbitale è nera con un leggero tratto giallo sotto l'occhio. La pelle nuda della gola è gialla. Le zampe e i piedi sono rosso corallo.
I giovani hanno un piumaggio molto diverso, in quanto hanno il corpo bianco, la coda bianca con bande nere e il becco e le zampe neri, ma all'età di un anno indossano già lo stesso piumaggio degli adulti.

## Biologia
Al di fuori della stagione riproduttiva i buceri rossicci vivono in piccoli gruppi da tre a sette individui. Sono uccelli particolarmente chiassosi: i loro richiami regolari e la loro voce rauca possono essere uditi a oltre un chilometro di distanza. Anche il loro volo è ugualmente rumoroso ed è costituito da una serie di battiti d'ala ai quali segue una planata piuttosto lunga. Questa specie trascorre gran parte del tempo tra le chiome degli alberi e scende a terra solo molto raramente.

### Alimentazione
La dieta del bucero rossiccio è prevalentemente frugivora. Si nutre principalmente di frutti morbidi e di semi che raccoglie su grandi alberi. Tuttavia, al mattino, mangia talvolta insetti, ortotteri e millepiedi che spigola sul terreno nel sottobosco. La componente di origine animale della dieta è pari a circa il 22% del totale.

### Riproduzione
La stagione di nidificazione è stata segnalata da marzo a maggio sull'isola di Leyte e la specie viene osservata in coppia da febbraio ad agosto. La femmina scava una cavità nel tronco di un grande albero ad un'altezza relativamente elevata, poi vi si rinchiude dentro, lasciando solo una piccola apertura attraverso la quale il maschio può nutrirla mentre lei cova. L'aspetto originale del sistema di nidificazione del bucero rossiccio è che esso mette in atto una forma di riproduzione cooperativa. Il maschio riceve infatti il sostegno di vari assistenti che lo aiutano nel compito di rifornire di cibo la femmina e i 2-4 nidiacei. Questi assistenti sono costituiti da uno o più esemplari adulti non nidificanti e spesso da un immaturo. Il maschio si trova quindi facilitato nel suo compito, dal momento che i viaggi di spola tra il nido e gli alberi dove raccoglie il cibo sono meno numerosi. Venendo costantemente alimentati, i piccoli hanno maggiori possibilità di sopravvivere. Non appena i giovani hanno acquisito tutto il loro piumaggio e sono in grado di prendere il volo, dopo un lungo periodo che a volte dura più di 4 mesi, la femmina rompe la parete che sigilla il nido e li lascia partire. Nelle settimane successive al rilascio, i genitori continuano a dar loro da mangiare, sempre aiutati dai loro assistenti.

## Distribuzione e habitat

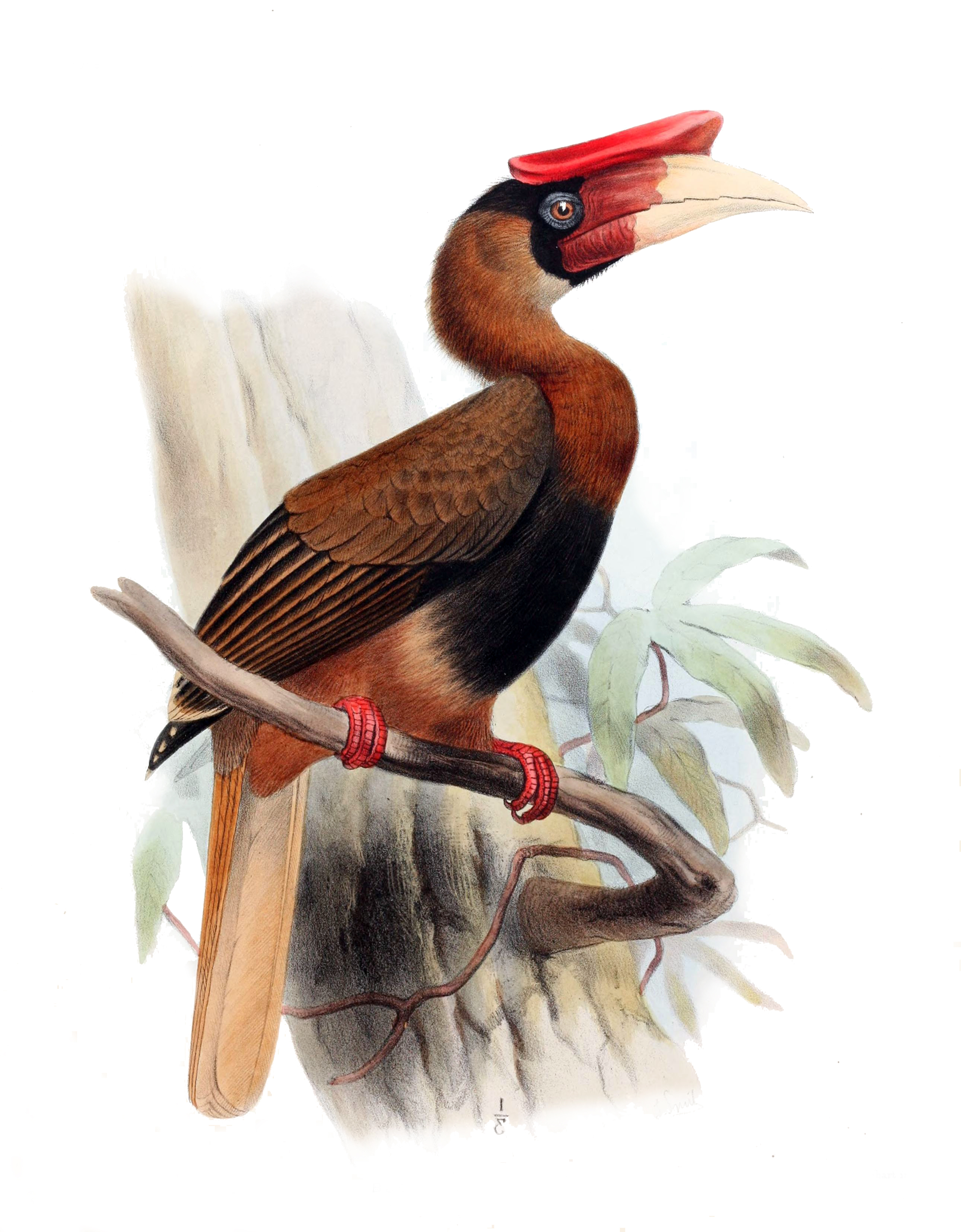
Raffigurazione di B. h. mindanensis.

Il bucero rossiccio è endemico delle Filippine ed è presente su più di undici isole diverse. Vive in pianura e sulle colline, ma sul monte Apo si può incontrare fino a 2100 metri. La densità di esemplari è piuttosto disomogenea, ma in alcune regioni può essere anche molto comune, soprattutto nella Sierra Madre di Luzon, la grande isola del nord del paese.

## Tassonomia
Vengono riconosciute tre sottospecie:
- B. h. hydrocorax Linnaeus, 1766, la sottospecie più settentrionale, diffusa a Luzon e Marinduque;
- B. h. semigaleatus Tweeddale, 1878, diffusa a Samar, Leyte, Bohol, Panaon, Biliran, Calicoan e Buad nel centro del paese;
- B. h. mindanensis Tweeddale, 1877, presente a Dinagat, Siargao, Mindanao (nonché sulle isolette vicine di Balut, Bucas e Talicud) e a Basilan, nelle isole più meridionali.

Ultimamente gli studiosi tendono a suddividere questa specie in due forme distinte: il bucero rossiccio settentrionale (B. hydrocorax), monotipico, e il bucero rossiccio meridionale (B. mindanensis), con le due sottospecie mindanensis e semigaleatus.

## Conservazione
Ancora piuttosto numerosa fino a poco tempo fa, questa specie soffre a causa della caccia cui viene fatta oggetto e del degrado del suo habitat e pertanto è stata classificata come «vulnerabile» (Vulnerable) dalla IUCN.